# Tathiana Garbin
Tathiana Garbin (født 30. juni 1977 i Mestre, Italien) er en professionel tennisspiller fra Italien.